# Lianjiang
Lianjiang (en chino: 连江县,pinyin: Liánjiāng xian) es un condado bajo la administración directa de ciudad-prefectura de Fuzhou en la provincia Fujian de la República Popular China. Su superficie abarca 1168 km² y su población total es de 632 mil personas.

## Administración
El condado de Lianjiang se divide en 22 pueblos: 14 poblados, 7 villas y 1 villa étnica .
Poblados
- Fengcheng (凤城镇)
- Mabi (马鼻镇)
- Danyang (丹阳镇)
- Dongdai (东岱镇)
- Donghu (东湖镇)
- Guanban (官坂镇)
- Tailu (苔菉镇)
- Aojiang (敖江镇)
- Pukou (浦口镇)
- Toubao (透堡镇)
- Huangqi (黄岐镇)
- Xiao'ao (晓澳镇)
- Guantou (琯头镇
- Xiaocheng (筱埕镇

Villas
- Xiagong (下宫乡)
- Changlong (长龙乡)
- Ankai (安凯乡)
- Kengyuan (坑园乡)
- Liaoyan (蓼沿乡)
- Pandu (潘渡乡)
- villa étnica Xiaocang  (小沧畲族乡)

- Estos a su vez se administran en 266 divisiones menores.

## Clima
Lianjiang tiene un clima es subtropical, la lluvia es abundante durante todo el año, el verano es caliente y húmedo y el invierno es frío y seco. La temperatura media anual es de 19 °C, el promedio de temperatura más frío es enero con 9,7 °C, el mes más caluroso es julio con un promedio de 28,4 °C. Los extremos de temperatura son  -3,8 °C y 38 °C. La precipitación media anual es de 1532.3 mm, la temporada de lluvias es septiembre con el 81,4% de la precipitación total anual, el número medio anual de días de fuertes vientos son más de 100. Los desastres meteorológicos son frecuentes con inundaciones y tifones. 
| Parámetros climáticos promedio de Lianjiang (1981–2010) | Parámetros climáticos promedio de Lianjiang (1981–2010) | Parámetros climáticos promedio de Lianjiang (1981–2010) | Parámetros climáticos promedio de Lianjiang (1981–2010) | Parámetros climáticos promedio de Lianjiang (1981–2010) | Parámetros climáticos promedio de Lianjiang (1981–2010) | Parámetros climáticos promedio de Lianjiang (1981–2010) | Parámetros climáticos promedio de Lianjiang (1981–2010) | Parámetros climáticos promedio de Lianjiang (1981–2010) | Parámetros climáticos promedio de Lianjiang (1981–2010) | Parámetros climáticos promedio de Lianjiang (1981–2010) | Parámetros climáticos promedio de Lianjiang (1981–2010) | Parámetros climáticos promedio de Lianjiang (1981–2010) | Parámetros climáticos promedio de Lianjiang (1981–2010) |
| Mes                                                     | Ene.                                                    | Feb.                                                    | Mar.                                                    | Abr.                                                    | May.                                                    | Jun.                                                    | Jul.                                                    | Ago.                                                    | Sep.                                                    | Oct.                                                    | Nov.                                                    | Dic.                                                    | Anual                                                   |
| ------------------------------------------------------- | ------------------------------------------------------- | ------------------------------------------------------- | ------------------------------------------------------- | ------------------------------------------------------- | ------------------------------------------------------- | ------------------------------------------------------- | ------------------------------------------------------- | ------------------------------------------------------- | ------------------------------------------------------- | ------------------------------------------------------- | ------------------------------------------------------- | ------------------------------------------------------- | ------------------------------------------------------- |
| Temp. máx. abs. (°C)                                    | 26.5                                                    | 29.1                                                    | 32.2                                                    | 32.9                                                    | 34.7                                                    | 37.2                                                    | 38.7                                                    | 38.0                                                    | 36.0                                                    | 33.2                                                    | 31.6                                                    | 27.9                                                    | '                                                       |
| Temp. máx. media (°C)                                   | 14.6                                                    | 14.5                                                    | 17.0                                                    | 21.8                                                    | 25.9                                                    | 29.6                                                    | 33.0                                                    | 32.2                                                    | 29.2                                                    | 25.6                                                    | 21.9                                                    | 17.0                                                    | 23.5                                                    |
| Temp. media (°C)                                        | 10.5                                                    | 10.7                                                    | 13.0                                                    | 17.6                                                    | 22.0                                                    | 25.7                                                    | 28.6                                                    | 28.2                                                    | 25.4                                                    | 21.5                                                    | 17.6                                                    | 12.5                                                    | 19.4                                                    |
| Temp. mín. media (°C)                                   | 7.6                                                     | 8.1                                                     | 10.1                                                    | 14.5                                                    | 19.0                                                    | 22.5                                                    | 24.9                                                    | 24.9                                                    | 22.4                                                    | 18.1                                                    | 14.2                                                    | 9.1                                                     | 16.3                                                    |
| Temp. mín. abs. (°C)                                    | -1.9                                                    | -1.1                                                    | -0.9                                                    | 5.5                                                     | 11.5                                                    | 13.7                                                    | 19.9                                                    | 20.1                                                    | 14.4                                                    | 7.7                                                     | 2.8                                                     | -3.6                                                    | '                                                       |
| Precipitación total (mm)                                | 56.1                                                    | 92.5                                                    | 150.2                                                   | 160.9                                                   | 192.0                                                   | 220.7                                                   | 140.7                                                   | 204.1                                                   | 186.4                                                   | 63.3                                                    | 58.2                                                    | 44.8                                                    | 1569.9                                                  |
| Humedad relativa (%)                                    | 80                                                      | 83                                                      | 84                                                      | 83                                                      | 85                                                      | 86                                                      | 82                                                      | 83                                                      | 83                                                      | 79                                                      | 78                                                      | 78                                                      | 82                                                      |
| Fuente: China Meteorological Data Service Center        |                                                         |                                                         |                                                         |                                                         |                                                         |                                                         |                                                         |                                                         |                                                         |                                                         |                                                         |                                                         |                                                         |